# Songavazzo
Songavazzo [soŋɡaˈvaʦːo] (Songaàss [soŋɡaˈas] in dialetto bergamasco) è un comune italiano di 719 abitanti della provincia di Bergamo in Lombardia.
Situato tra l'altopiano di Clusone e la val Borlezza, dista circa 40 chilometri a nord-est dal capoluogo orobico.

## Geografia fisica

### Territorio
Posto a nord dell'Altopiano di Clusone, a sinistra del torrente Valleggia ed alla base del monte Falecchio, Songavazzo appare come un disteso terrazzo sull'Agro sottostante ed è oggi meta di villeggiatura da parte di un numero sempre crescente di villeggianti. Anche grazie alla sua estensione, il territorio è ricco di prati e boschi e meta di trekking, escursioni o semplici passeggiate. Fra le aree naturali più caratteristiche spiccano quella di Falecchio, parte integrante del Parco del Monte Varro, caratterizzato da verdi pianori e abetaie, la zona di Camasone, le piacevoli vallette di Frucc e di Trebes, o quella delle Malghe Ramello e Valmezzana, ormai prossime alle alture del Monte Pora. Da percorrere anche la zona dell'agro songavazzese, adatto al turista che desideri praticare la mountain bike, e solcato da bei percorsi di collegamento alla Val Borlezza

## Storia
L'origine del borgo risale al periodo medievale, come si evince dall'impianto urbanistico che il paese ha conservato.
È infatti di quel periodo, e precisamente del 1294, il primo documento che attesta l'esistenza di Summus Gavatio, così denominato in quanto situato poco più in alto (summus) rispetto al più antico e importante borgo di Gavazzo, ora ridotto a poche cascine, che si trovava un tempo nei campi al di sotto del paese attuale.
Erano anni in cui le lotte tra le opposte fazioni dei guelfi e dei ghibellini insanguinavano gran parte della provincia bergamasca, ed anche Songavazzo non ne fu esente. A tal proposito le memorie del tempo riferiscono che il livello di maggior recrudescenza degli scontri si ebbe nel 1378, quando l'intero paese, di fazione guelfa unitamente al vicino borgo di Onore, fu messo a ferro e fuoco dai ghibellini.
Soltanto con l'avvento della Serenissima il paese visse un'epoca di grande tranquillità e prosperità sociale, rilanciandosi anche a livello economico.
In epoca recente, nella seconda metà del XX secolo, Songavazzo è stato caratterizzato da un grande incremento del turismo, che ha portato un conseguente sviluppo edilizio, volto però alla conservazione del caratteristico borgo storico. In questo si possono ancora notare i loggiati che contraddistinguono il paese.
Il 20 novembre 2016 si è tenuto un referendum consultivo tra gli abitanti di Songavazzo, Onore, Cerete, Rovetta e Fino del Monte per portare avanti la fusione dei comuni. I 5 comuni avevano intrapreso una strada comune dal 2000, quando nacque l’Unione Comuni della Presolana. Proprio in seno all’Unione negli ultimi anni era nato l’accorpamento di diversi servizi e funzioni. Il referendum, oltre a un "sì" o un "no" alla fusione, richiedeva di esprimere una preferenza sull'ipotetico nuovo nome del Comune: Borghi Presolana, Borlezza, Larna. L'esito del referendum è stato nettamente negativo in tutti i comuni. In particolare, a Songavazzo ha vinto il no con il 51,8%, pari a 221 voti contro i 206 del sì alla fusione.

### Simboli
Lo stemma e il gonfalone sono stati concessi con decreto del presidente della Repubblica del 15 settembre 1980.
La figura di un toro allude all'attività agricola e alla presenza nel comune di diversi allevamenti di bestiame, ed è posto passante su un declivio collinare a rammentare l'altitudine del paese. La mitra ricorda la giurisdizione feudale dei vescovi di Bergamo sul territorio dopo il 1026.
Il gonfalone è un drappo troncato di bianco e di azzurro.

## Monumenti e luoghi d'interesse
Songavazzo ha sul proprio territorio i seguenti luoghi d'interesse:
- la chiesa parrocchiale dedicata a san Bartolomeo: risalente al XVIII secolo, custodisce opere scultoree di Andrea Fantoni originario della vicina Rovetta, ed è dotata di un loggiato esterno con numerosi archi;
- il ponte in cemento armato sul torrente Valeggia che, costruito nel 1911, rappresenta il primo ponte in cemento armato a struttura leggera costruito in Europa;
- la cappella dell'Addolorata, opera scultorea eseguita da Giovanni Maria Benzoni, nativo del paese;
- Cà di Léber[12], piccola baita ai piedi del Monte Falecchio, una casa della lettura ispirata al bookcrossing.

## Società

### Evoluzione demografica
Abitanti censiti

## Cultura

### Eventi e manifestazioni
Oltre a numerose iniziative culturali e ricreative che si sviluppano nel corso dell'anno, fra le più importanti manifestazioni songavazzesi dobbiamo ricordare l'annuale Festa degli Alpini con la gara podistica Trofeo Penne Nere, la Festa in Malga, vera e propria celebrazione delle attività agresti di montagna, la Festa delle Associazioni, la Settimana dello Sport e, soprattutto la celebre Festa che si tiene in onore della Beata Vergine del Carmine, la terza domenica di luglio, con la Fiera, lo spettacolare Palio degli Asini e la tradizionale Processione con la splendida statua fantoniana portata a braccia per le vie del paese.

## Amministrazione
L'attuale amministrazione comunale è guidata dal Sindaco Giuliano Covelli, eletto il 7 giugno 2009.